# David Linde
David Linde Sales (Barcelona, España; 22 de marzo de 1969), más conocido como Linde, es un futbolista español retirado. Delantero, generalmente extremo izquierdo, jugó en la Primera División de España con el FC Barcelona, el CD Logroñés y el Sevilla FC.

## Trayectoria
Tras iniciarse en el equipo barcelonés de fútbol base CF Damm, en edad juvenil se incorporó a las categorías inferiores del Fútbol Club Barcelona. En su primer año como azulgrana se proclamó campeón de la Copa del Rey de Juveniles, compartiendo equipo con jugadores como Carles Busquets, Aureli Altimira, Guillermo Amor o Tito Vilanova.
La temporada 1987/88, cuando todavía alternaba la División de Honor Juvenil con en el segundo filial azulgrana, el Barcelona Amateur, en Segunda División B, llegó a disputar dos partidos de liga con el primer equipo. Luis Aragonés le hizo debutar en la Primera división española con 19 años recién cumplidos, el 14 de mayo de 1988 en el Camp Nou ante el Real Zaragoza.
La siguiente campaña jugó con el filial, el Barcelona Atlètic, en Segunda División A. La imposibilidad de encontrar acomodo en el primer equipo le llevó a aceptar, para la siguiente temporada, una cesión a otro equipo de Primera División: el Club Deportivo Logroñés. Aunque en su primer año en Logroño el equipo blanquirrojo completó la mejor temporada de su historia, al finalizar la liga en séptima posición, en el plano individual la aportación de Linde fue muy limitada: disputó diez partidos –solo dos completos- sin anotar ningún gol.
Finalizado el curso, el FC Barcelona decidió ejercer sus derechos sobre el jugador y recuperarlo para su disciplina. Sin embargo, los técnicos del club azulgrana le descartaron para el primer equipo e incluso para el filial por lo que, finalmente, en octubre de 1990 Johan Cruyff le dio la baja. Tras varios meses sin equipo, en enero de 1991 se incorporó al ACE Manlleu, de la Segunda División B, donde finalizó la temporada.
El verano de 1991 el jugador regresó a la capital de La Rioja, ofreciéndose al CD Logroñés para someterse a un período de prueba. Tras realizar la pretemporada con los blanquiarrojos, convenció al técnico David Vidal, firmando un contrato de dos años.
Pero la temporada 1991/92 volvió a verse condicionado por problemas físicos y solo participó en siete encuentros ligueros, siempre como suplente, marcando un gol. La siguiente campaña la empezó como habitual en las alineaciones, aunque prácticamente quedó inédito en la segunda vuelta, tras el cese de David Vidal. Pese a todo, anotó las mejores estadísticas de su carrera en Primera: tres goles en dieciocho partidos.
Finalizado su contrato con el CD Logroñés, Linde, sin equipo, se vio obligado a entrenarse por su cuenta en las instalaciones del Atlético de Madrid durante varios meses. Hasta que en el mercado de invierno fue requerido por el técnico que lo había hecho debutar en Primera, Luis Aragonés, para incorporarse al Sevilla FC.
Pero su presencia en el conjunto hispalense fue casi testimonial, ya que en el año y medio que duró su contrato solo fue alineado en siete partidos de liga. Tras su salida de Sevilla, el jugador rechazó ofertas del Elche CF y del Balaguer, para finalmente firmar por otro equipo ilerdense de Tercera División: la Unió Esportiva Tàrrega. De este modo, Linde abandonó el fútbol profesional, para combinar el deporte con un trabajo como gestor de una empresa de publicidad en Lérida.
En su primer año en Tárrega fue el máximo anotador de la categoría, con 29 dianas. Unos goles que sirvieron para que el modesto club urgelense firmase la mejor temporada de su historia, al proclamarse campeón de Tercera División y disputando –sin éxito- la promoción de ascenso a Segunda B. El éxito no pudo repetirse la siguiente temporada y, al término de esta, los problemas financieros de la UE Tárrega acabaron motivando la salida de Linde.

## Clubes
| Club                 | País   | Año       |
| -------------------- | ------ | --------- |
| FC Barcelona Amateur | España | 1987-1988 |
| FC Barcelona         | España | 1988      |
| FC Barcelona Atlètic | España | 1988-1989 |
| CD Logroñés          | España | 1989-1990 |
| ACE Manlleu          | España | 1991      |
| CD Logroñés          | España | 1991-1993 |
| Sevilla FC           | España | 1994-1995 |
| UE Tàrrega           | España | 1995-1997 |

## Palmarés

### Campeonatos nacionales
| Título                    | Club                   | País   | Año  |
| ------------------------- | ---------------------- | ------ | ---- |
| Copa del Rey de Juveniles | FC Barcelona (Juvenil) | España | 1987 |
| Liga de Tercera División  | UE Tàrrega             | España | 1996 |